# Víctor López Ibáñez
Víctor López Ibáñez (Logroño, 12 de mayo de 1997) es un futbolista español. Juega de lateral derecho y su actual equipo es la Sociedad Deportiva Amorebieta de la Primera División RFEF.

## Trayectoria
Nacido en Logroño, La Rioja, López se unió al Deportivo Alavés en 2015, procedente de la UD Logroñés, y fue asignado inicialmente a las reservas en Tercera División. Marcó su primer gol senior el 15 de noviembre de ese año, anotando al ganador en un triunfo por 1-0 ante el CD Lagun Onak.
El 8 de febrero de 2016, López anotó un doblete en una ruta de casa 8-1 de CD Basconia. En la temporada 2017-2018 debuta con el primer equipo 3 de enero de 2018, en Copa del Rey frente a la Sociedad Deportiva Formentera, con un triunfo por 3-1.
En la temporada 2018-19, el jugador es cedido a la Unión Deportiva Logroñés de la Segunda División B de España.
En la temporada 2019-20, tras regresar de la cesión, sería jugador del Deportivo Alavés "B" e la Segunda División B de España.
En julio de 2021, tras finalizar su contrato con el Deportivo Alavés, firma por el Algeciras CF de la Primera División RFEF.
En la temporada 2021-22, firma por la SD Amorebieta de la Primera División RFEF.

## Clubes
| Club                              | División | Año                | Partidos | Goles |
| --------------------------------- | -------- | ------------------ | -------- | ----- |
| Deportivo Alavés "B"              | 3ª       | 2015-2021          | 21       | 5     |
| Deportivo Alavés                  | 1ª       | 2015-2018          | 3        | 0     |
| Unión Deportiva Logroñés (Cedido) | 2ª B     | 2018-2019          |          |       |
| Algeciras CF                      | 1ª RFEF  | 2021 - 2022        |          |       |
| S. D. Amorebieta                  | 1ª RFEF  | 2022 - Actualmente |          |       |